# Enskedefältet
Enskedefältet är en stadsdel i Söderort inom Stockholms kommun. Enskedefältet avgränsas i norr av Enskede gård och i söder av Stureby. 1934 delades stadsdelen Enskede upp i stadsdelarna Enskede gård, Gamla Enskede, Enskededalen och Enskedefältet, som alla ligger på mark som tillhört storgodset Enskede. På Enskedefältet finns omkring 500 bostäder varav cirka 80 procent är småhus som uppfördes mellan 1930 och 1932. Trots en del förändringar har Enskedefältet bibehållit sin karaktär av en typisk småstugestadsdel från 1930-talet.

## Historik

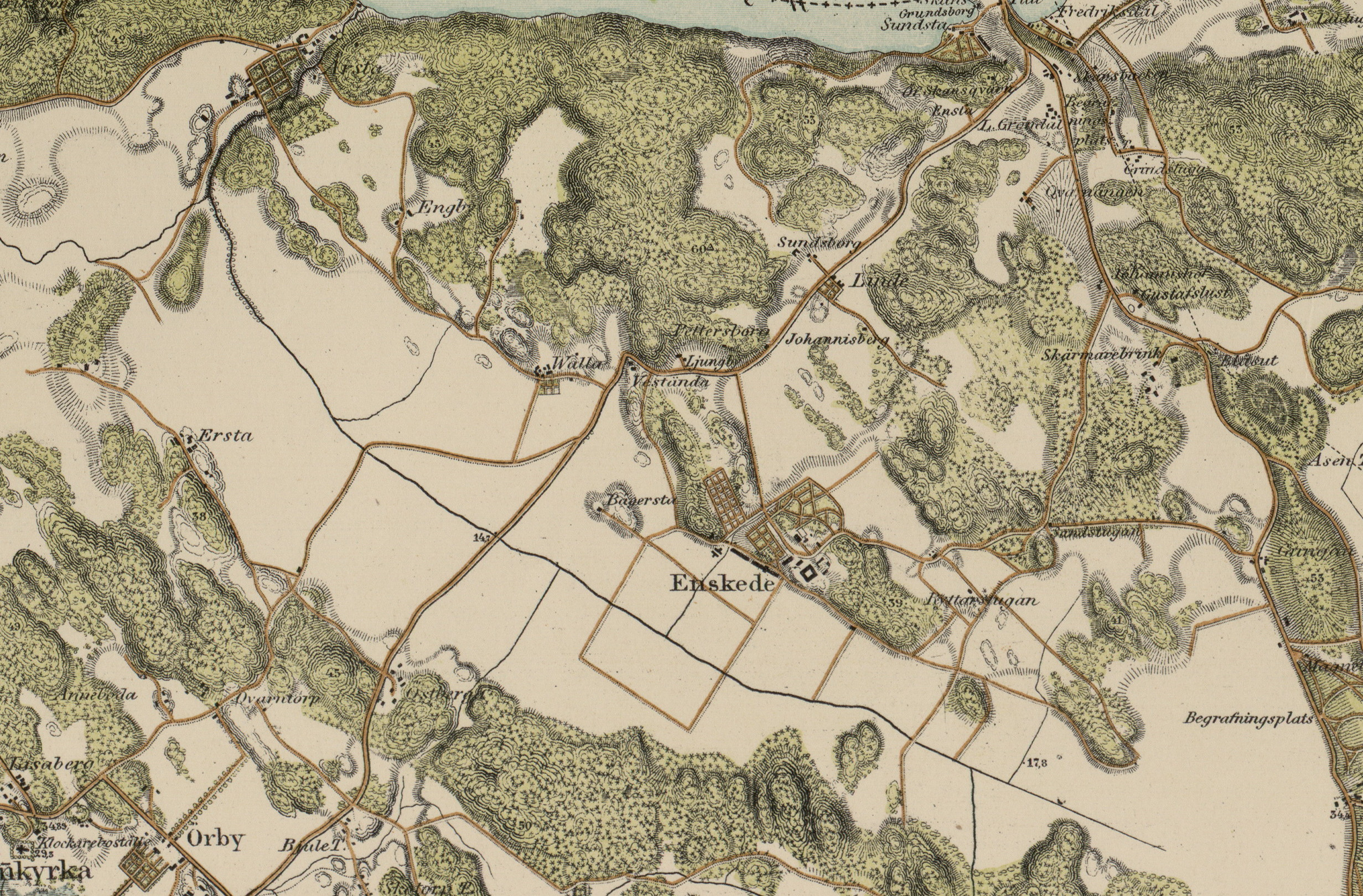
Dalgången som omfattar dagens Årstafältet och Enskedefältet 1861.

Enskedefältet var ursprungligen den östra fortsättningen av Valla gärde och en del av Valla ås bördiga dalgång som sträckte sig från Sandsborgskyrkogården i öster till Årsta gård i väster. Det stora gärdet kantades av historiska gårdar som Bägersta gård, Valla gård, Ersta gård, Östberga gård och Enskede gård samt längst i nordväst Årsta gård. Tvärs över gärdet sträckte sig den historiska Göta landsväg.
Godset Enskede gårds vidsträckta egendomar förvärvades 1904 av Stockholms stad av dåvarande ägaren,  Axel Odelberg och var då stadens första och största markförvärv utanför tullarna. I januari 1930 beslöt Stockholms stadsfullmäktige att låta uppföra 200 småstugor som självbyggeri i Enskede, 1931 ytterligare 200 och 1932 tillkom 300 stugor. I september 1932 restes den 1 000:e småstugan under festliga former på Enskedefältet.

## Bebyggelsen

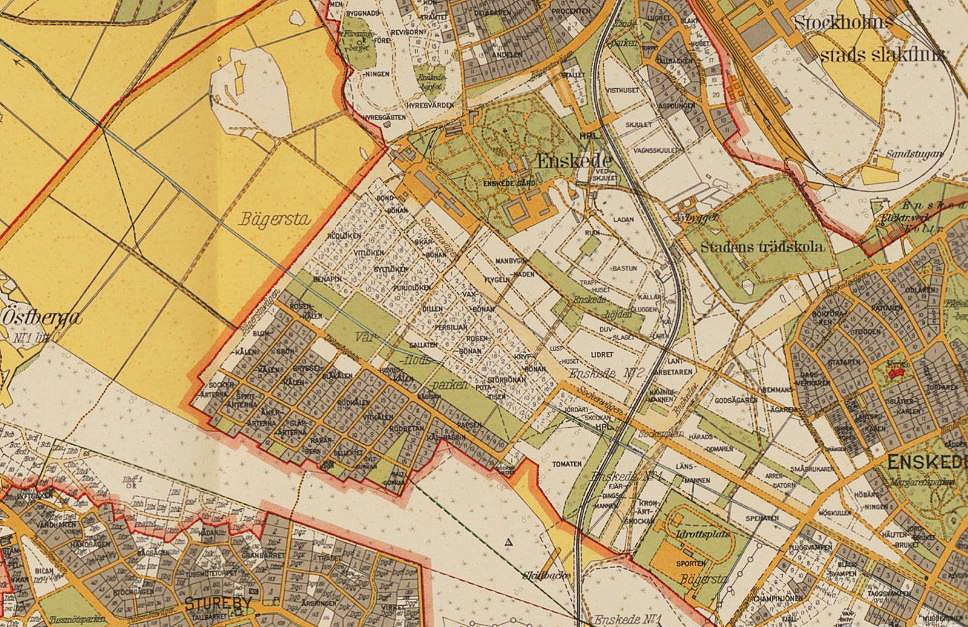
Enskedefältet, karta 1930-tal.

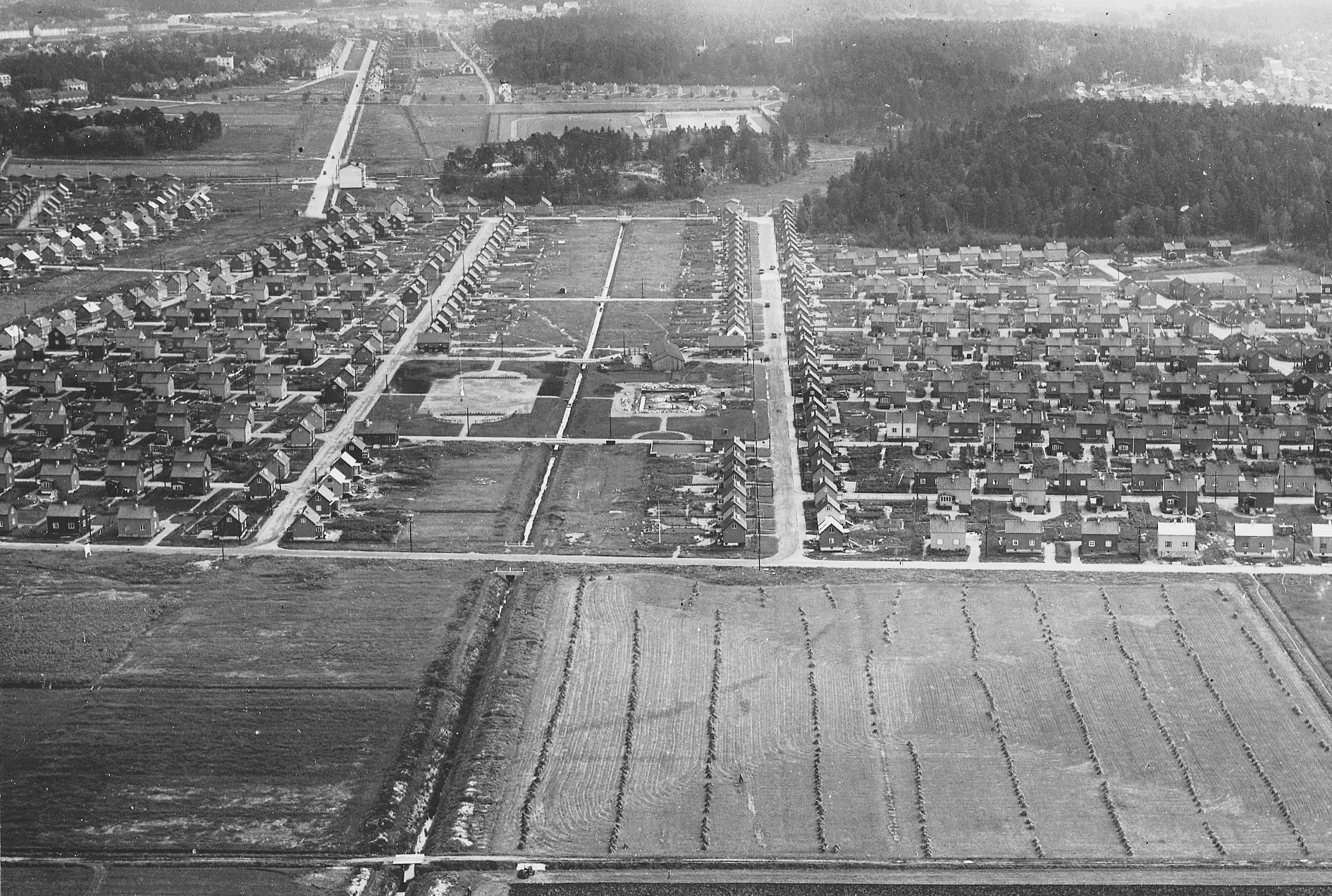
Vy från nordväst med Vårflodsparken och Valla å i mitten. En "matta" av småhus i september 1932.

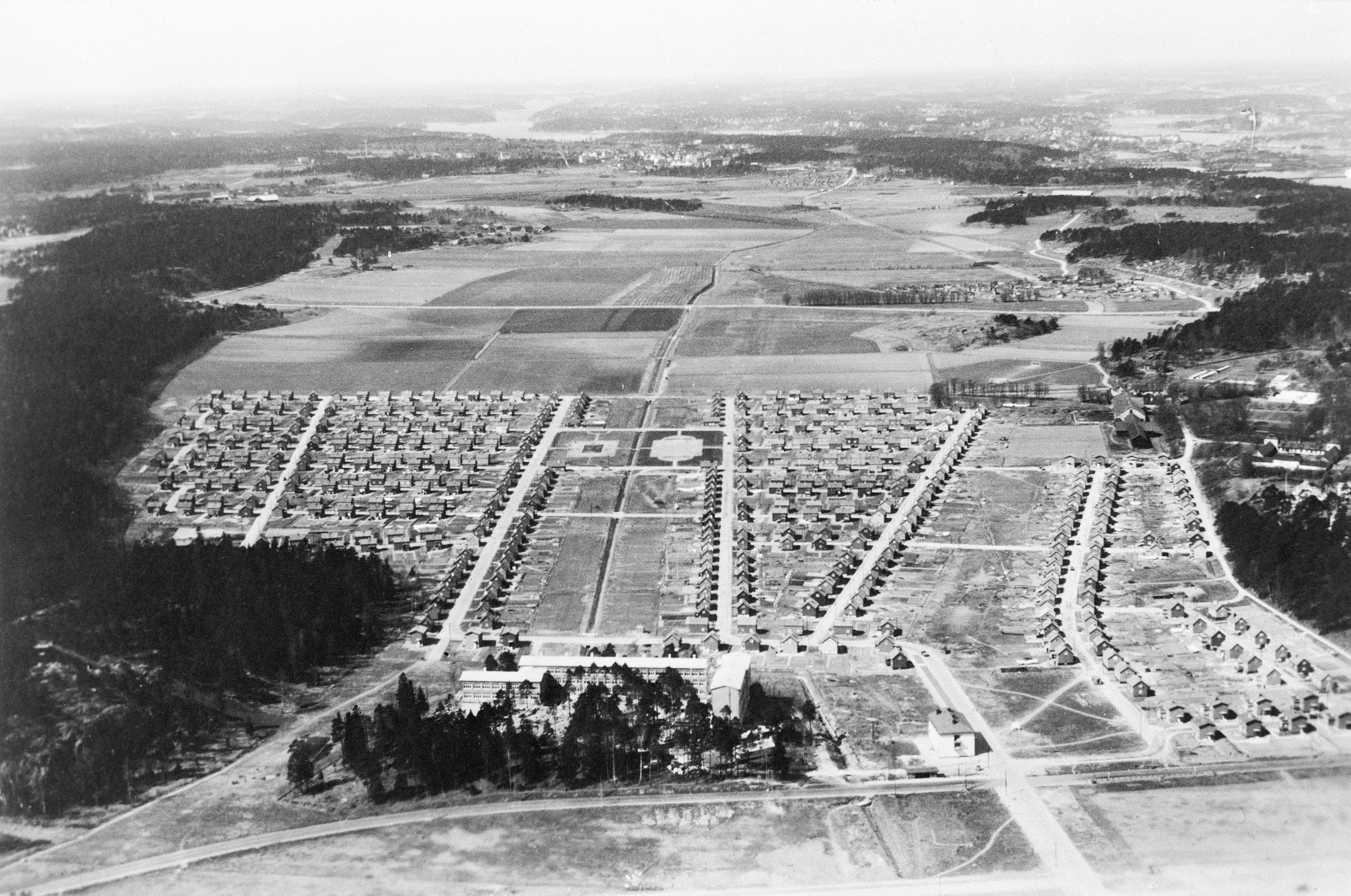
Vy från sydost med Årstafältet i fonden, Valla å i mitten och Enskede skola längst fram, foto: Oscar Bladh 1932.

Åkermarken (senare kallad Enskedefältet) direkt söder om Enskedes mangårdsbyggnad stadsplanerades på 1920-talet, och stadsplanen fastställdes 1928. Området planerades efter ett enkelt, symmetriskt rutnätsmönster med Vårflodsparken som ett grönt stråk i mitten, där Valla å en gång i tiden rann fram. Första tiden gick den i ett spikrakt dike, senare i kulvert. Kvarteren uppkallades efter olika grönsaker som Blomkålen, Rödbetan, Vitlöken och Vaxbönan. Gatorna fick namn efter regioner i tidigare svenska områden runt Östersjön, exempelvis Estlandsgatan, Livlandsgatan, Pommerska gatan och Finska gatan.
På det platta och trädlösa gärdet restes mellan 1930 och 1932 över 400 småstugor. Pådrivande kraft var stadsingenjören Axel Dahlberg som inspirerades av utländska trädgårdsstäder, speciellt i Tyskland. Det officiella namnet var Enskede småstugeområdet och det bebyggdes med egna hem i självbyggeri och i Stockholms stads småstugebyrås regi, medan staden stod för anläggandet av gator och ledningar. Utbyggnaden började i sydost och vandrade sedan sakta mot nordväst. På ett flygfotografi från september 1932 syns fortfarande höhässjor i den nordvästra delen.
Man hjälptes åt att gräva och mura källarna och att resa prefabricerade väggar. Fasaderna kläddes med locklistpanel och målades i milda pastellfärger med gråa, gula och gröna nyanser. Färgskalan var förutbestämd av staden. Fortfarande idag kräver Stockholms stadsbyggnadskontor att ”ursprunglig färgsättning skall eftersträvas” och ger exempel på lämpliga färgkoder. Det fanns fyra hustyper, samtliga med tegeltäckta sadeltak, källare och en liten täppa. Meningen var att de boende kunde bli självförsörjande med frukt och grönt från den egna trädgården. Några av husen ställdes med gavelsidan mot vägen, men de flesta står med långsidan mot gatan. Mot gatan skulle tomten avgränsas med en klippt häck.
Enskedefältets Trädgårdsstadsförening startades den 13 oktober 1930 och föreningen såg till att stadens planer följdes. Vid starten anslöt sig 16 medlemmar och i slutet av 1939 hade antalet ökat till 738. I området fanns bland annat Konsumbutik, specerihandel, frisör, färgbutik samt cigarr- och pappershandel. Några boende hade sin verksamhet här, exempelvis bilskola, tapetserare, möbelverkstad och glasmästeri.
Till en början var den nya trädgårdsstaden enformig och bebyggd med en hel ”matta” småhus av snarlikt utseende. Det gav stadsdelen öknamnet EPA-fältet och EPA-dalen, med anspelning på varuhuskedjan Enhetsprisaktiebolaget (EPA). Inte många stugor är bevarade i originalskick. De flesta har byggts till mot trädgårdssidan eftersom ingen plats fanns mot gatusidan. Från gatan ger därför området fortfarande ett ganska enhetligt intryck som en typisk småstugestadsdel från 1930-talet.
På 1930-talet byggdes även några flerfamiljshus längs med Sockenvägen nära Sockenplan. Hörnhuset med adress Sockenvägen 368 ritades 1931 av arkitekt Eskil Sundahl på KFAI och hade en Konsumbutik i bottenvåning. Idag är huset känt för sin fasadmålning ”Flickan i fönstret” utfört av Lars Tärning (flickan) och Tor Svae (målaren). Huvuddelen av längan (nr 360-366) är ett smalhus från slutet av 1930-talet som tillkom med Stockholmshem som byggherre. Husen har fasader av gult tegel, och ritades av arkitekterna Gunnar Wejke och Kjell Ödeen. Mittemot, vid norra sidan av Sockenvägen finns en pendang till längan.
Längst i norr längs Johanneshovsvägen 141-156 har kvarteret Medlemmen bebyggts med ett flerbostadshus uppfört 2020.

## Enskedemejeriet

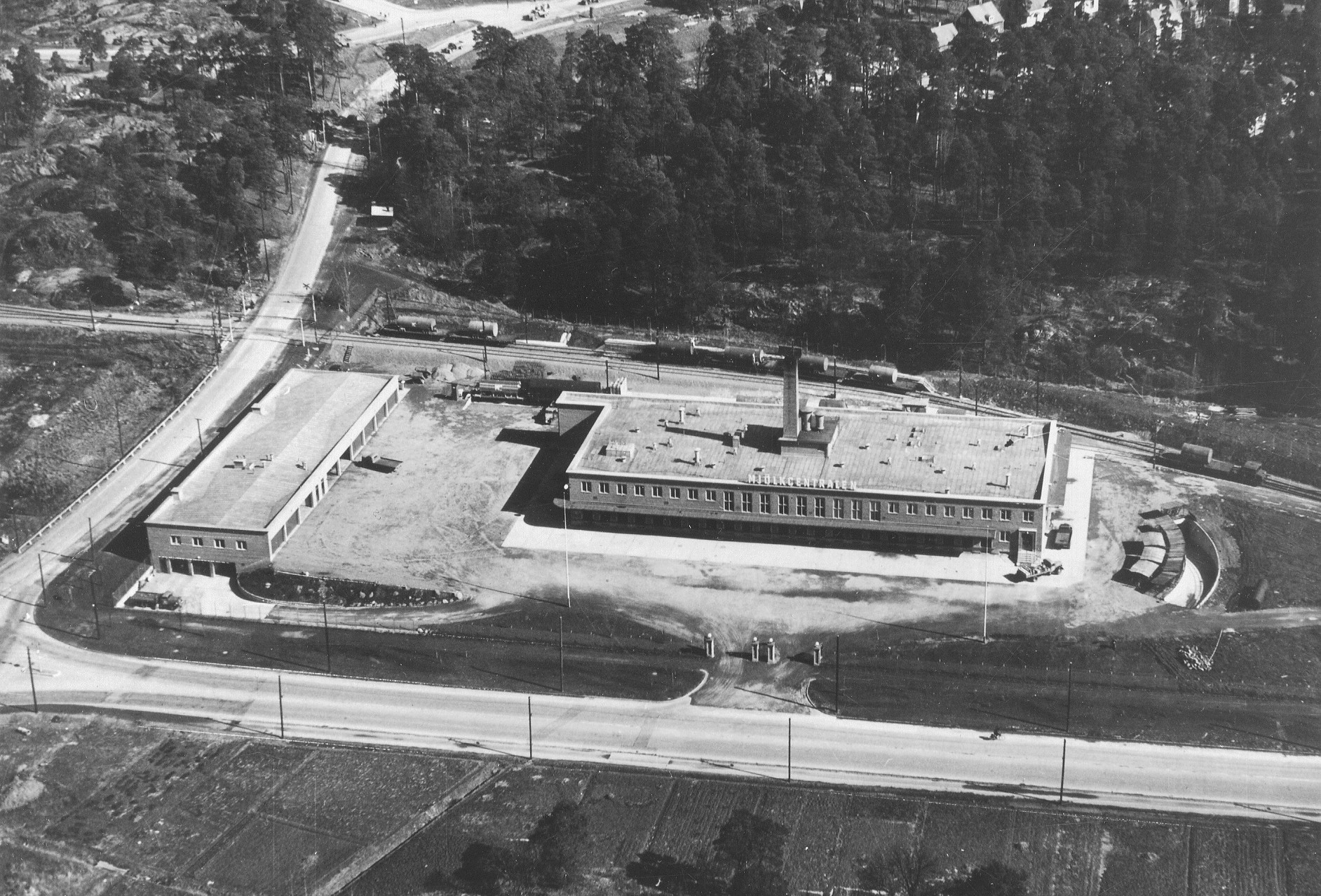
Enskedemejeriet från luften, 1947.

I början av 1940-talet beslöt Mjölkcentralens (MC) ledning att låta bygga ”Södermejeriet” (sedermera även kallad Enskedemejeriet) med nya moderna lokaler i södra Stockholm. I stadsdelen Enskedefältets nordligaste spets intill korsningen Sockenvägen / Huddingevägen fann man en lämplig, tidigare obebyggd tomt. Här hade man tillgång till bra infrastruktur i form av Huddingevägen och närheten till Slakthusbanan som fick ett stickspår från Valla torg till mejeriets tomt vilken fick det passande kvartersnamnet Mejeristen. Anläggningen invigdes efter 16 månaders byggtid den 12 juni 1944. Vid igångkörning av Södermejeriet 1944 passerade omkring 200 000 liter mjölk anläggningen som hade en golvyta om 2 000 m². 
År 1957 sköttes anläggningen av 320 arbetare och tjänstemän som försåg cirka 500 000 personer i Stockholm och omgivning med i genomsnitt 210 000 liter mjölk och grädde samt 3 500 kg smör per dag. Mejeriet var då stadsdelens största enskilda arbetsgivare. I april 1992 beslöt Arla Nords styrelse att mejeriverksamheten i Enskede skulle läggas ner. År 2005 revs bebyggelsen och på tomten uppfördes två industrihus. Till den västra flyttade trävarugrossisten Nordströms filial Södermalms Trävaru AB och till den östra det tekniska handelsbolaget Ahlsell.

## Enskedefältets folkskola
I de små stugorna uppväxte många barn, som även behövde en skola. Den uppfördes i områdets sydöstra del och fick namnet Enskedefältets folkskola som stod färdig 1933. Det var en för sin tid modern anläggning, med släta ljusputsade fasader och stora fönster, ritad av arkitekt Paul Hedqvist. Intill ligger sedan 1951 tunnelbanestationen Sockenplan, tidigare hållplats Enskedefältet för spårvagnslinjen 19. Hösten 2018 stängdes skolan för en omfattande renovering som inkluderade en tillbyggnad ritad av NIRAS Arkitekter. Efter inflyttningen 2020 blev Enskedefältets skola en F-6-skola (förskola till årskurs 6) med 100 medarbetare och cirka 630 elever, mot tidigare 70 medarbetare och circka 500 elever.

## Enskede hoppbacke
Strax söder om Enskedefältets skola, på nordsluttningen av Hemskogen, invigdes den 17 februari 1924 en mycket populär hoppbacke. Egentligen var det två hoppbackar, en mindre som tillät hopp upp mot tio meter och en större med torn som klarade över 35 meters hopp. Här arrangerades hopptävlingar för juniorer och vuxna. Åke ”Flying” Persson, junior- och  seniormästare i Nordisk kombination, var den siste som hoppade i stora backen 1990. År 1992 revs den stora backens torn eftersom den, enligt stadens tjänstemän, var i så dåligt skick att den var en säkerhetsrisk. Men den mindre backen är fortfarande några år i bruk. Enligt ett medborgarförslag från 2016 revs anläggningens sista rester och en väderskyddad utsiktsplats uppfördes på platsen.
Här inträffade Sturebymordet den 6 juni 2009 då en 15-årig flicka kvävdes till döds av en 16-årig pojke. Bakom mordet låg ett svartsjukedrama och den 19 augusti 2009 fälldes pojken och hans flickvän i Södertörns tingsrätt för anstiftan till mord på Therese Johansson Rojo. Båda dömdes till ett år och åtta månaders sluten ungdomsvård. Hovrätten fastställde domen den 5 februari 2010.

## Historiska bilder

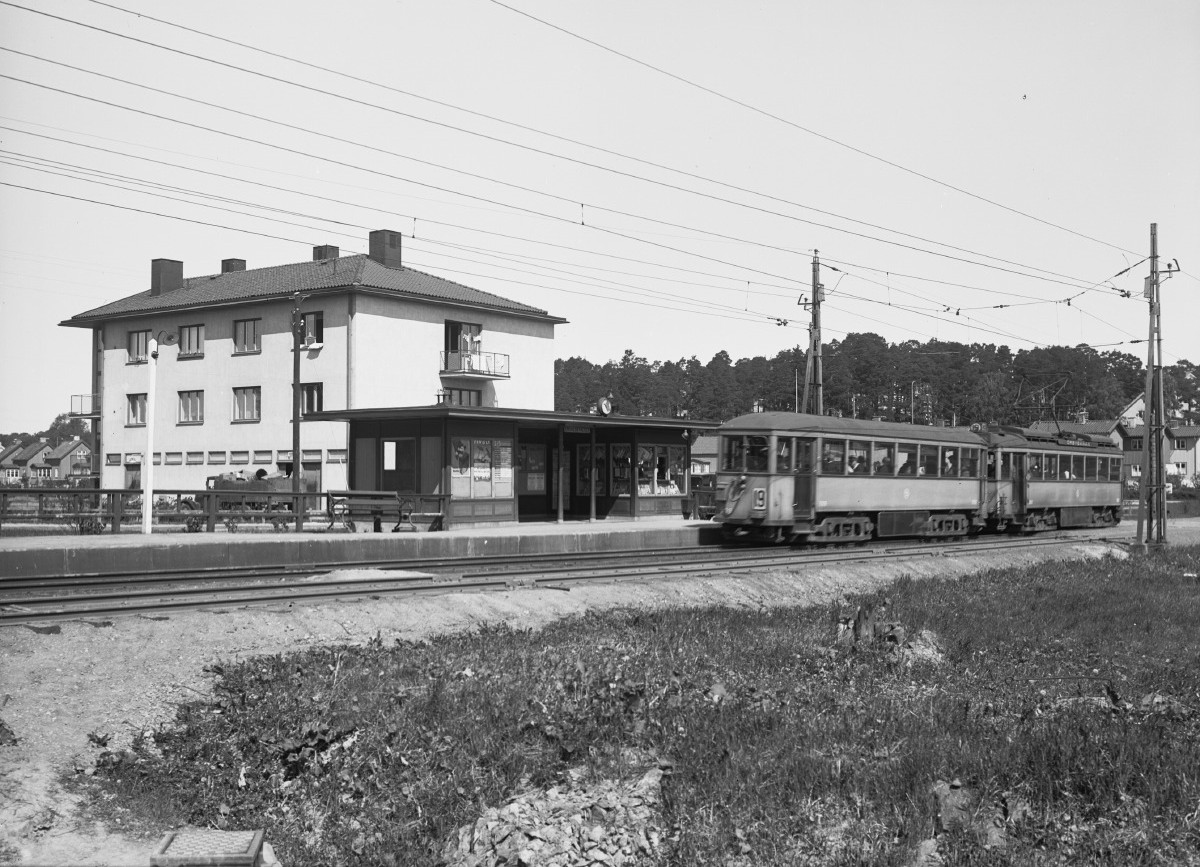
Enskedefältet, hållplats för spårvagnar, i bakgrunden syns Eskil Sundahls konsumhus, 1930-tal
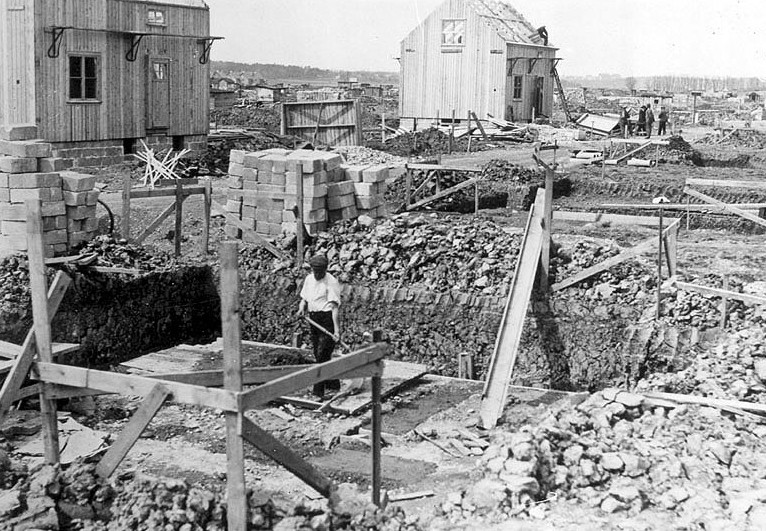
Arbete pågår i kvarteren Krypbönan och Störbönan i Enskede småstugeområde, 1931
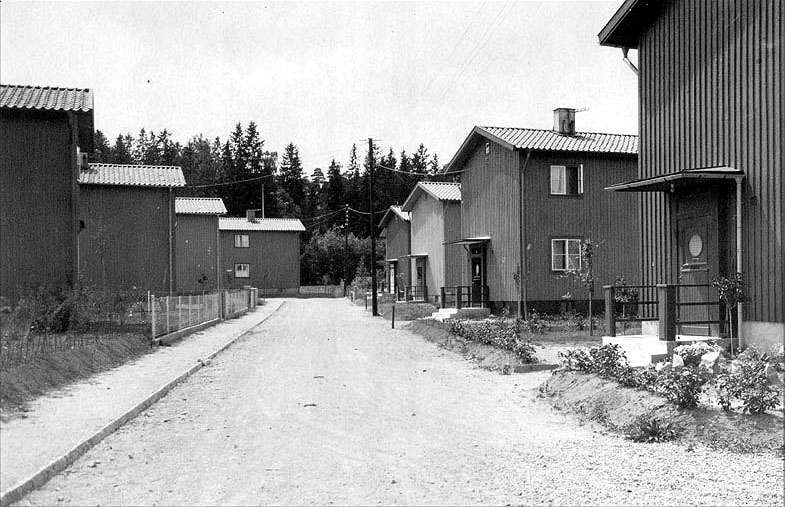
Småhus vid Savolaksvägen sett från Pommerska gatan, juni 1932
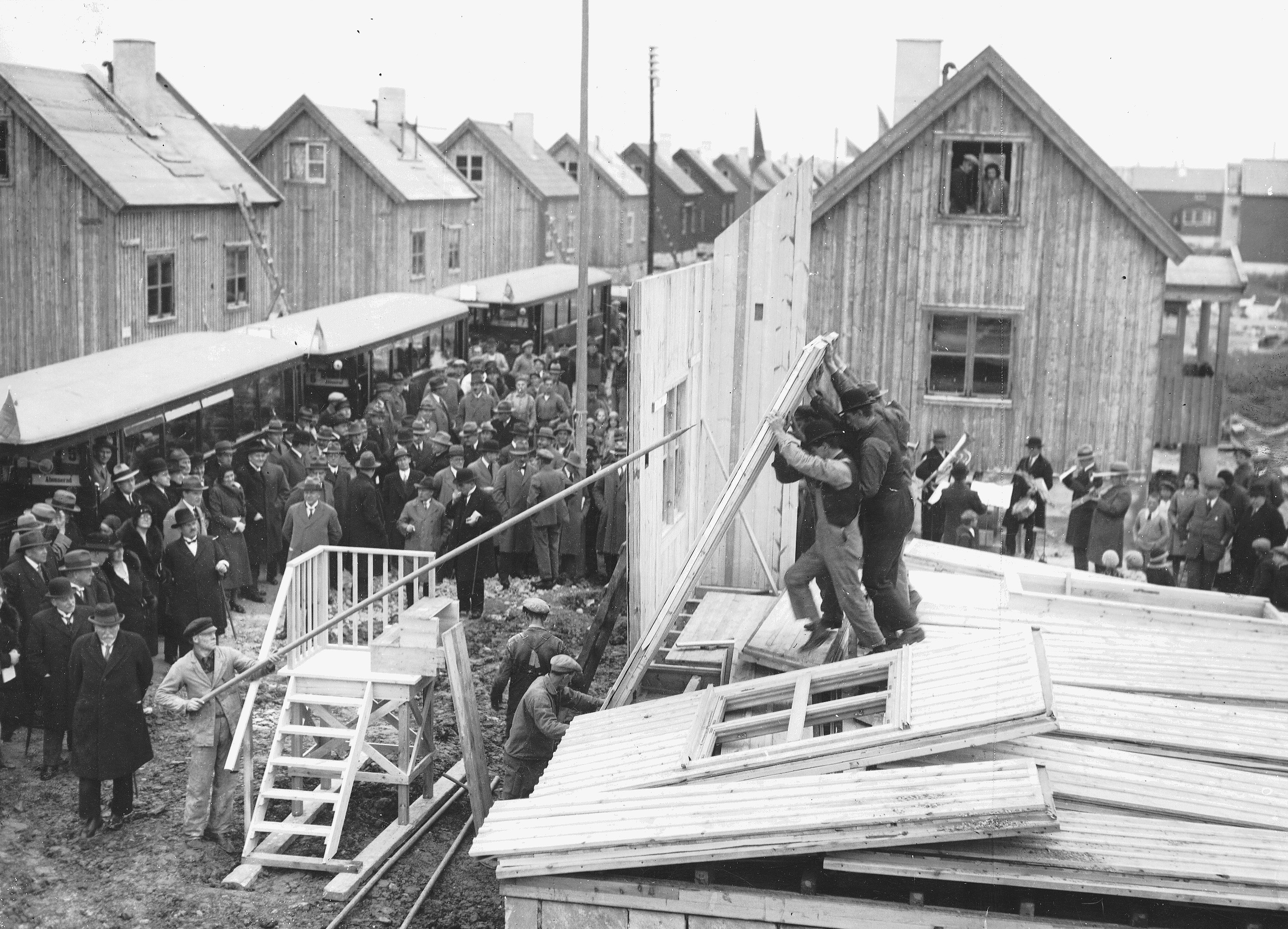
Den tusende småstugan i Enskede restes på Enskedefältet, september 1932
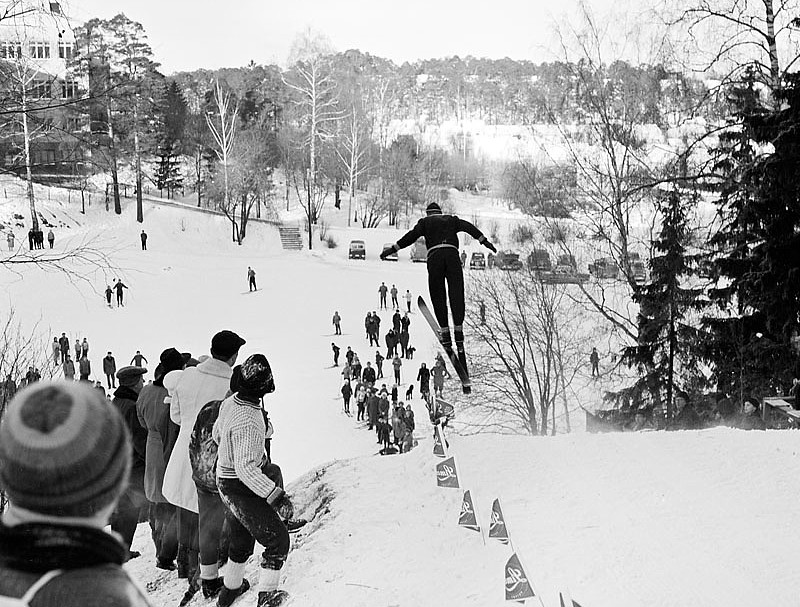
Ungdomstävling i Enskedes lilla hoppbacke 1960

## Årsta Park företagsområde
Området i nordväst, mellan Sockenvägen och Huddingevägen, var tidigare platsen för Bägersta bytomt och obebyggd. Av Bägersta återstår en liten kulle med ett grönområde som är ett fornminne med RAÄ-nummer Brännkyrka 200:1. I anslutning ligger idag ett mindre industriområde som planlades i slutet av 1970- respektive 1980-talet och bebyggdes på 1990-talet. Området kallas Årsta Park företagsområde med kontors- och industrihus, och tonvikt på partihandel samt företagstjänster. Idag finns här cirka 2 000 arbetsplatser i omkring 100 företag, bland dem Martin Olssons storköks-cash (1984) och Stockholm-Årsta postterminal (1989). Den senare ritades av Coordinator arkitekter och byggdes av Diös. I området märks även Enskede rackethall som uppfördes 1985 och byggdes ut 2010. Hallen har en spelbar golvyta på nästan 7 000 m².

## Nutida bilder

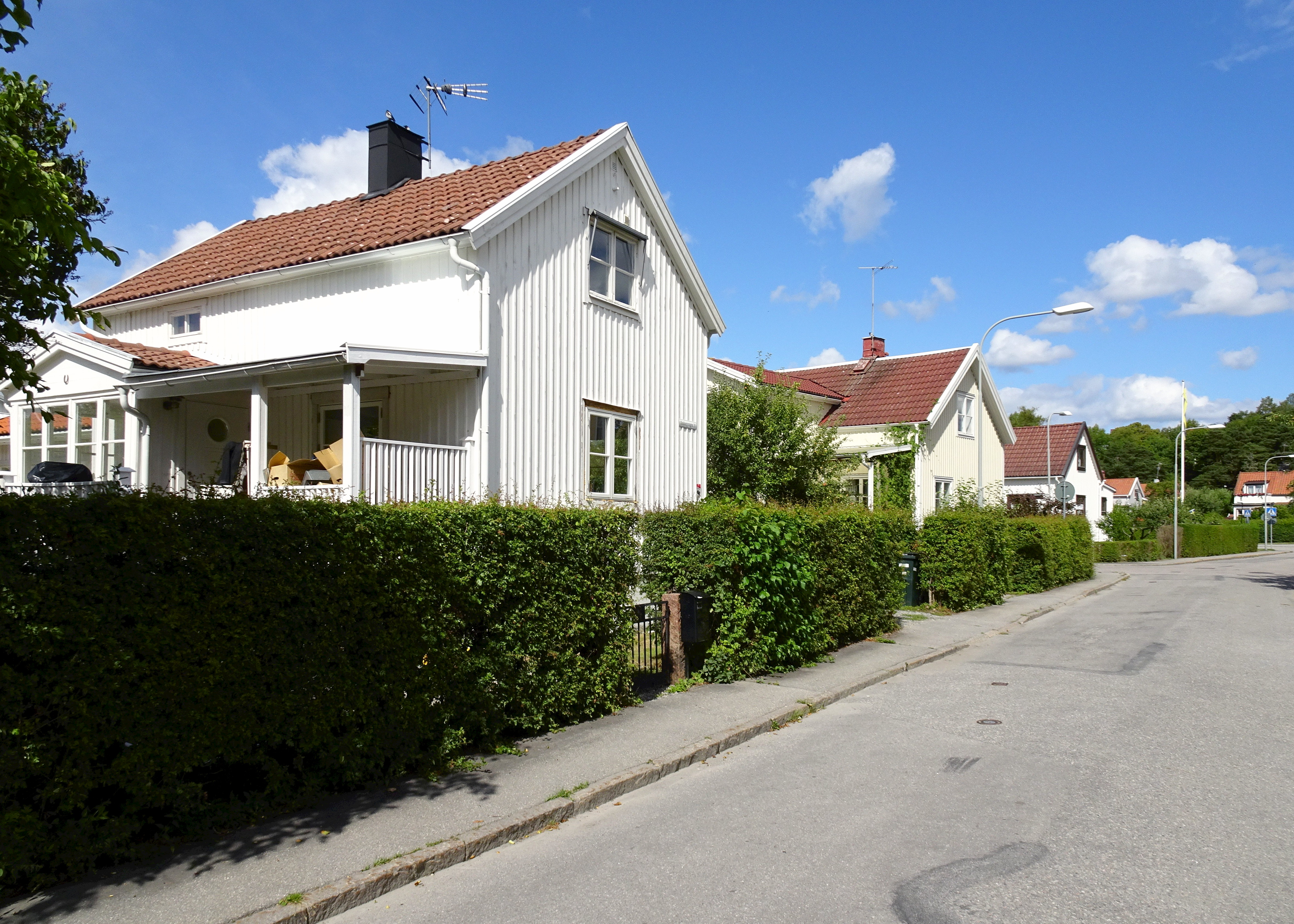
Enskedefältets småstugor vid Uleåborgsvägen
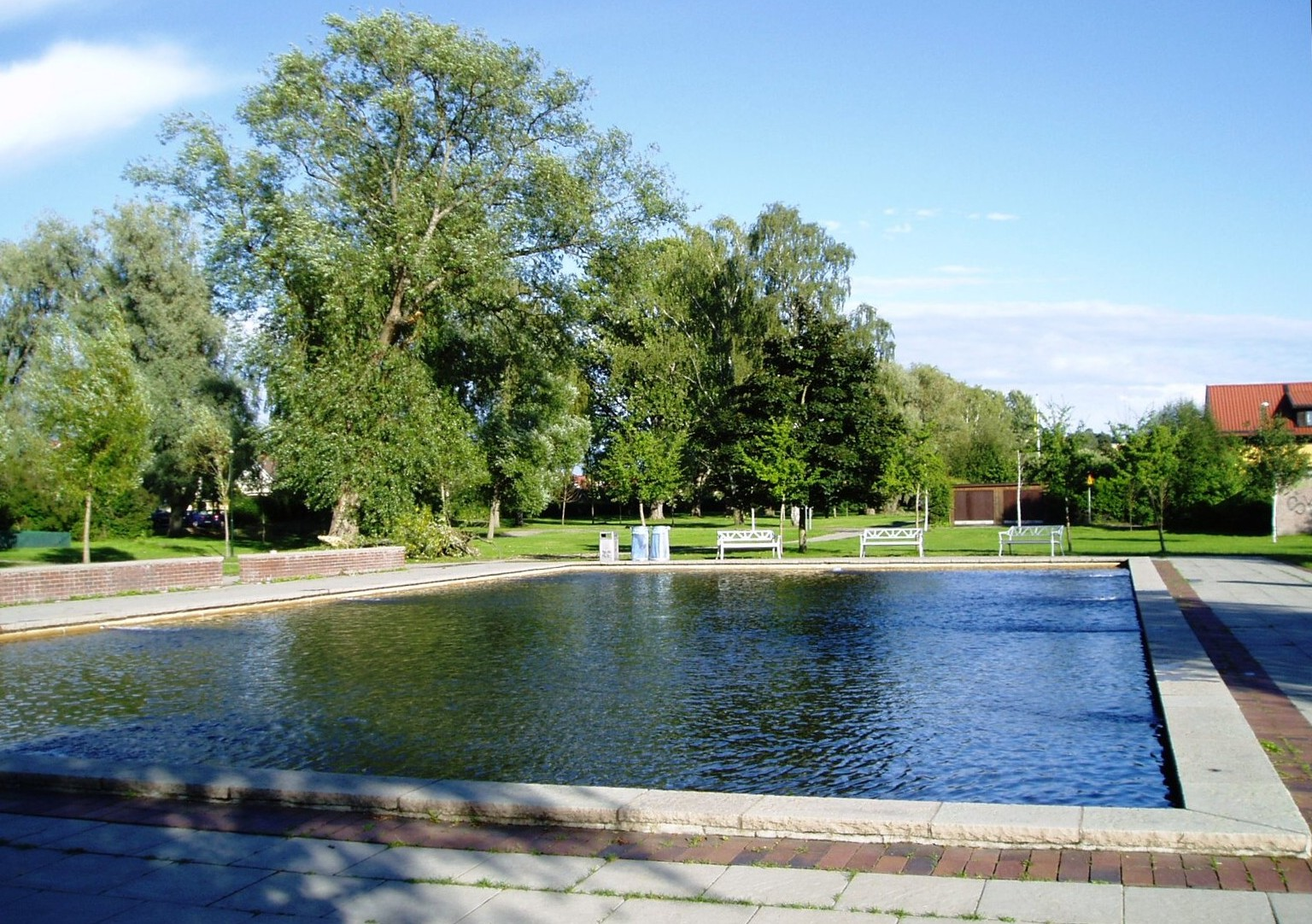
Vårflodsparkens plaskdamm
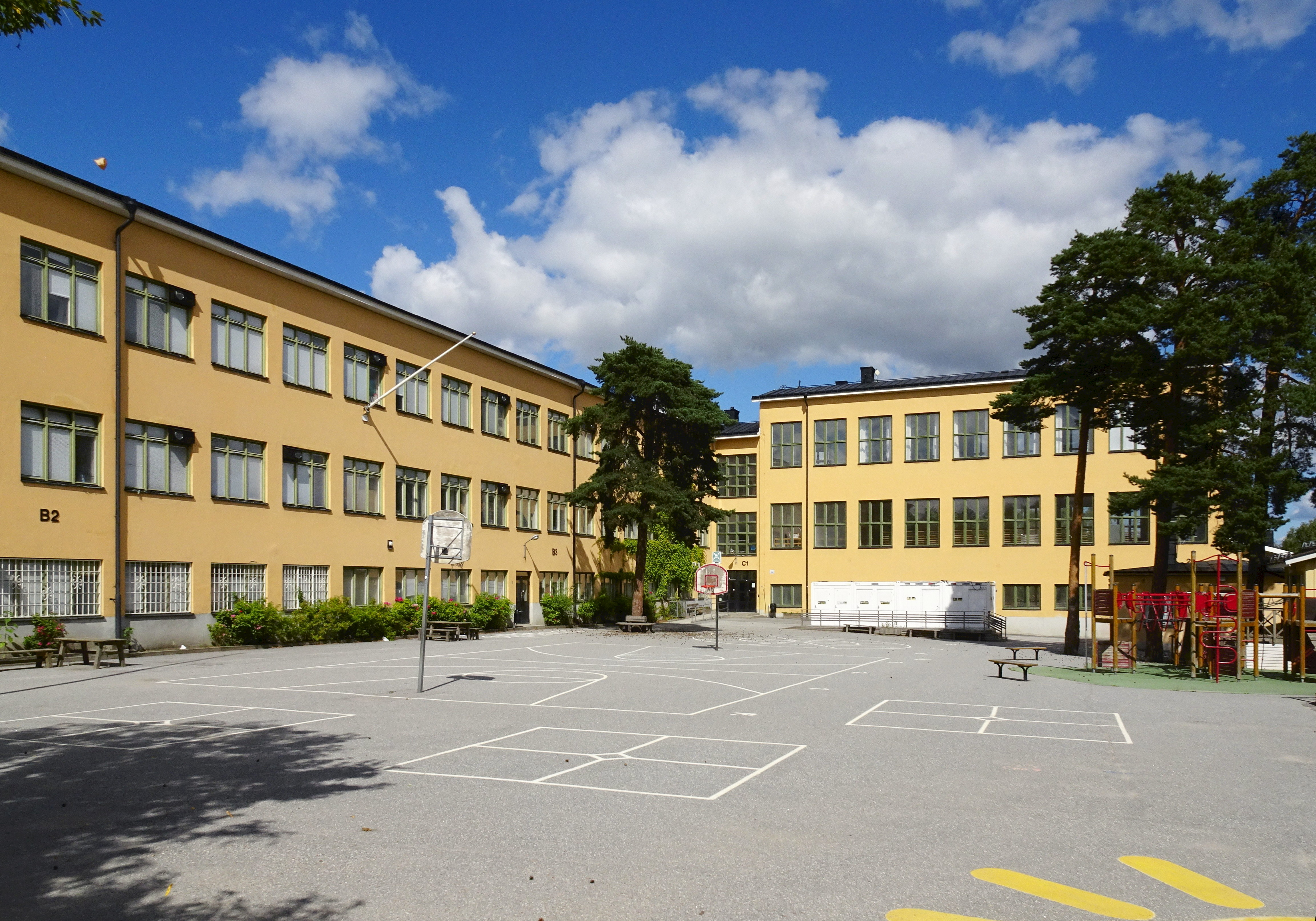
Enskedefältets skola
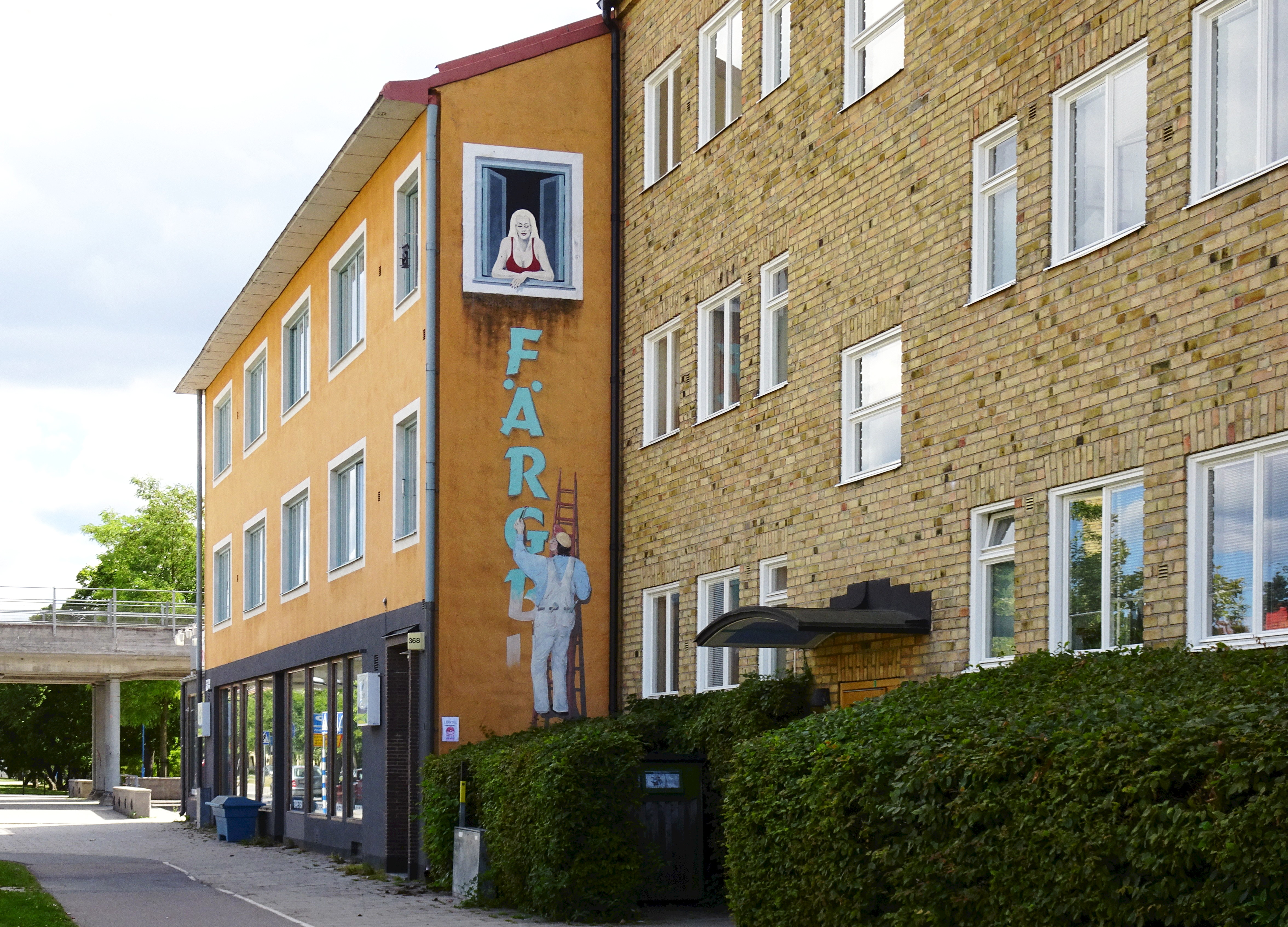
Sockenvägen 368 med "Flickan i fönstret"
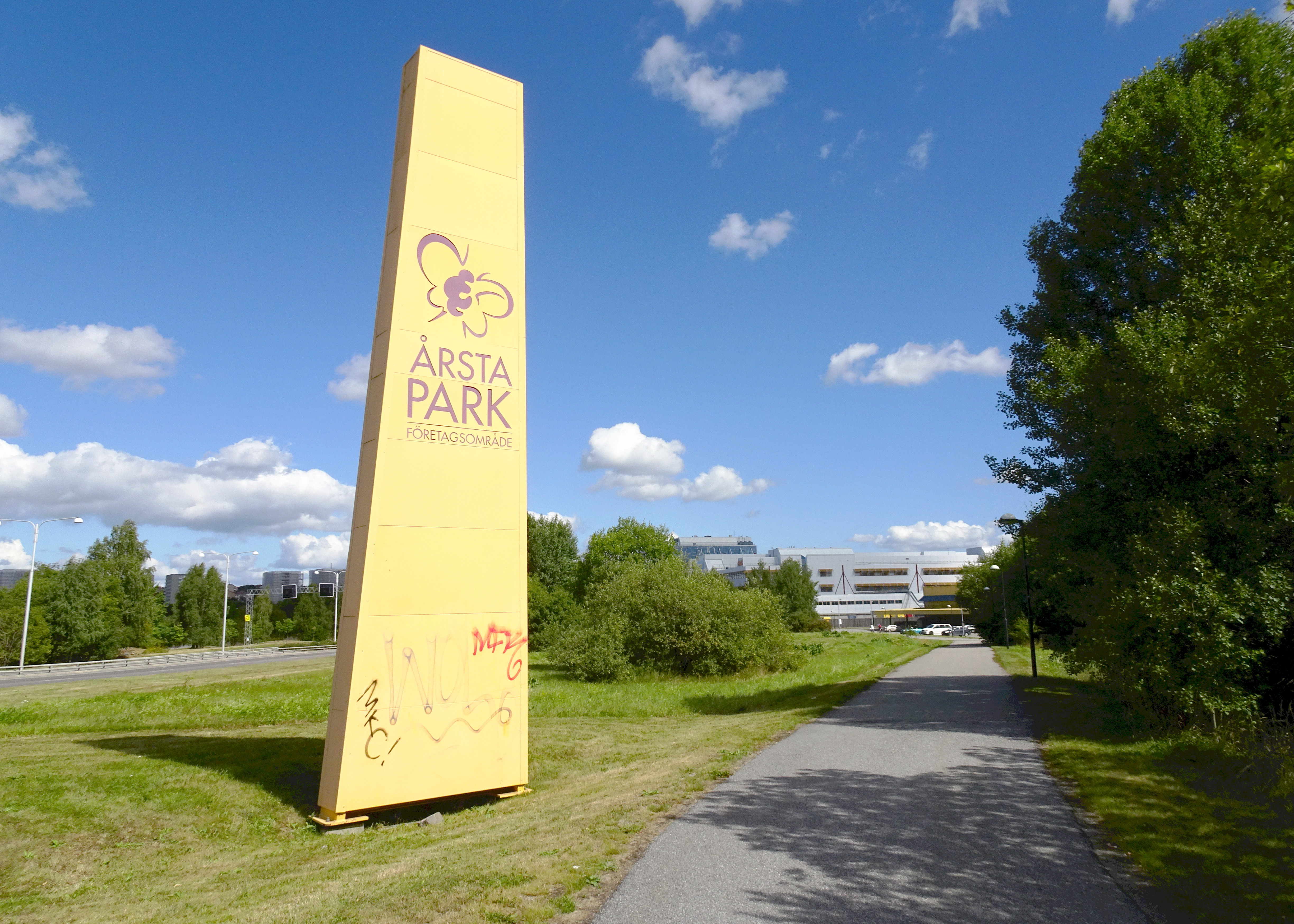
Årsta Park företagsområde

## Demografi
År 2017 hade stadsdelen cirka 1 500 invånare, varav cirka 14,7 procent med utländsk bakgrund.